# 鄧雷文 (紐約州)
鄧雷文（英語：Dunraven）是位於美國紐約州特拉華縣的非建制地區。

## 歷史
鄧雷文的郵局於1890年設立，其後於1945年停運。

## 地理
鄧雷文所處的海拔為高於海平面412米（即1352英呎），而該地所採用的時區為UTC-5，即北美东部时区（EST）。同時該地設有夏令時間，為UTC-5調快一小時，即UTC-4（EDT）。